# Vladimir Abramovitch Rokhline
Pour les articles homonymes, voir Rokhline.
Vladimir Abramovitch Rokhline (en russe : Влади́мир Абра́мович Ро́хлин) (1919-1984) est un mathématicien soviétique qui a fait de nombreuses contributions à la topologie algébrique, la géométrie, la théorie de la mesure, celle des probabilités, la théorie ergodique et celle de l'entropie,.

## Famille
Vladimir Rokhline est né dans une riche famille de juifs russes. Sa mère, Henrietta Emmanuilovna Levenson, avait étudié la médecine en France (elle mourut à Bakou en 1923, probablement tuée pendant les troubles civils provoqués par une épidémie). Sa grand-mère maternelle, Clara Levenson, avait été l'une des premières femmes médecins en Russie. Son grand-père maternel, Emmanuil Levenson, était un riche homme d'affaires (il était aussi le père illégitime du poète Korneï Tchoukovski). Le père de Vladimir Rokhline, Abram Veniaminovitch Rokhline, était un social-démocrate en vue (il fut emprisonné pendant les Grandes Purges sous Staline et exécuté en 1941).
Son fils Vladimir Rokhline (1952-) est mathématicien et informaticien à Yale.

## Biographie
Vladimir Rokhline entra à l'université de Moscou en 1935.
Volontaire dans l'armée en 1941, il fut prisonnier de guerre quatre ans dans des camps allemands puis, après la fin de la guerre, emprisonné deux ans dans un goulag.
Revenu aux mathématiques, il soutint sa thèse en 1947.
À partir de 1959, il fut professeur à l'université de Léningrad, où son enseignement eut beaucoup d'influence.

## Œuvre
Parmi les contributions de Rokhline à la topologie figure un résultat de 1952 (en) sur la signature (en) des variétés de dimension 4 (en), ultérieurement généralisé par Hirzebruch. Il a aussi travaillé sur les théories des classes caractéristiques, de l'homotopie et du cobordisme.
En théorie de la mesure, Rokhline a introduit ce qu'on appelle désormais les partitions de Rokhline, ainsi que la notion d'espace probabilisé standard.